# Rochegude (Gard)
Rochegude ist eine französische Gemeinde mit 246 Einwohnern (Stand 1. Januar 2022) im französischen Département Gard in der Region Okzitanien.

## Geografie
Rochegude liegt im Tal der Cèze am Beginn der einsamen Waldschlucht des Natura-2000-FFH-Gebietes Gorges de la Cèze (Schlucht der Cèze). Nachbargemeinden sind Saint-Jean-de-Maruéjols-et-Avéjan im Norden, Tharaux im Osten, Méjannes-le-Clap im Süden, Rivières und Saint-Denis im Westen und Saint-Victor-de-Malcap im Nordwesten.

## Bevölkerungsentwicklung
| 1962 | 1968 | 1975 | 1982 | 1990 | 1999 | 2009 | 2017 |
| ---- | ---- | ---- | ---- | ---- | ---- | ---- | ---- |
| 209  | 197  | 218  | 215  | 176  | 177  | 212  | 252  |